# Valdemar Villadsen
Valdemar Villadsen (født 17. oktober 1979) er en dansk tenor og sceneinstruktør.
Valdemar Villadsen er opvokset i København, og blev student fra Sankt Annæ Gymnasium. Han blev uddannet fra solistklassen på Det Kongelige Danske Muskkonservatorium i 2012 som kontratenor, men i 2015 skiftede han stemmefag til tenor, og har siden etableret sig som en efterspurgt tenorsolist over hele Europa.[kilde mangler]
Engagementer har ført ham til førende operahuse såsom Staatsoper Berlin - Unter den Linden, Det Kongelige Teater, La Monnaie (en) i Bruxelles, Hessisches Staatstheater Wiesbaden (de), Opernhaus Kiel (de), og koncertsalene Berliner Philharmonie, Queen Elizabeth Hall (en), Royal Albert Hall i London, samt festivalerne Festspillene i Bergen (no), Internationale Maifestspiele Wiesbaden (en), Open Air Opera Berlin og Copenhagen Opera Festival.
I maj 2012 debuterede Valdemar Villadsen som operasolist på Det Kongelige Teater i balletforestillingen Sidste Skrig på Skuespilhuset i København. Det var første gang nogensinde, at en dansk kontratenor optrådte på Det Kongelige Teater. Efter den succesfulde stemmeomlægning fra kontratenor til tenor i 2015 har Valdemar Villadsen optrådt på flere af Europas operascener i tenorpartierne Ferrando i Mozarts Così fan tutte, Tamino i Mozarts Tryllefløjten, Almaviva i Rossinis Barberen i Sevilla, Lindoro i Rossinis L’Italiana in Algeri, Don Ramiro i Rossinis La Cenerentola, Gualtiero i Bellinis Il pirata, Castor i Rameaus Castor et Pollux, titelrollen i Rameaus Pigmalion, Glaucus i Leclairs Scylla et Glaucus, Apollo i Cavallis Gli amori d’Apollo e di Dafne, Seth i Franz Danksagmüllers Nova – Imperfecting Perfection, Asger i Signe Lykkes Nordkraft, Blake i Bernard Foccroulles Cassandra, Adam i Svend Hvidtfeldt Nielsens Lænker og Officeren i Bernd Alois Zimmermanns Die Soldaten.
Valdemar Villadsen har været solist i talrige koncerter og oratorier og er bl.a. en anerkendt Bach evangelist. Han har været tenorsolist i Bachs passioner ved opførelser i Danmark, Sverige, Storbritannien, Island, Schweiz, Italien og Tyskland (bl.a. i Berliner Philharmonie).[kilde mangler]
Valdemar Villadsen har modtaget flere priser og legater, bl.a. Dronning Margrethes og Prins Henriks Legat og talentprisen Hans Voigts Mindelegat.
Derudover er Valdemar Villadsen en aktiv sceneinstruktør, og han har iscenesat skuespil, cabaret-shows og operaforestillinger på bl.a. Hamburger Kammeroper (de), InnovationArt Theatre i Berlin og Shakespeare’s Globe Theater i London.